# 2025 Nortia
2025 Nortia este un asteroid din centura principală, descoperit pe 6 iunie 1953 de Joseph Churms.